# Molly Goodenbour
Molly Colleen Goodenbour, coniugata Fuscaldo (Waterloo, 8 febbraio 1972), è un'ex cestista e allenatrice di pallacanestro statunitense, professionista nella ABL.

## Carriera
Con gli Stati Uniti ha disputato i Campionati americani del 1993.

## Palmarès
- 2 volte campionessa NCAA (1990, 1992)
- NCAA Basketball Tournament Most Outstanding Player (1992)